# Осетер білий
Осетер білий (Acipenser transmontanus) — вид риб родини осетрових роду осетер. Зустрічається вздовж західного узбережжя Північної Америки від Алеутських островів до центральної Каліфорнії. Найбільша прісноводна риба Північної Америки, третій по величині з осетрових, після білуги і калуги.